# Линейни кораби тип „Ривендж“
Ривендж (на английски: Revenge) са серия британски линейни кораби. В редица източници даденият тип се нарича тип „Роял Соверен“ (на английски: Royal Sovereign class). Първоначално е планирано построяването на осем кораба. Но в периода 1914 – 1916 г. са заложени само пет. Още два от поръчаните кораби – HMS Renown и HMS Repulse се строят вече като линейни крайцери. А построяването на осмият – HMS Resistance – е отменено въобще.

## Проектиране
Линкорите от типа „Ривендж“ се явяват развитие на проекта линкори от типа „Куин Елизабет“. Въоръжението на новите кораби е същото, но те са разчетени за по-малка скорост (21 възела вместо 24) и въглищно отопление на котлите. След това все пак се отказват от въглищата. След това мощността се предполага да бъде 40 000 к.с., а скоростта – 22 – 23 възела. Изменен е запаса гориво: вместо 3000 т въглища и 1500 т нефт пълният запас вече съставлява 3400 т нефт. Далечината на плаване при това не се изменя.

## Конструкция
Основавайки се на опита, получен при експлоатацията на „Айрън Дюк“, на който даже при средно вълнение батареите за 152-мм оръдия са заливани от вода, те са пренесени по-близо към кърмата с намаляване на разстоянията между казематите. Вече те са заливани по-малко, отколкото на корабите, построени по-рано.

## Служба
„Ривендж“ и „Роял Оук“ участват в Ютландското сражение, но без да се проявят. След модернизация всички кораби от този тип активно участват във Втората световна война, в хода на която един кораб от този тип е загубен. „Роял Оук“ става първият линкор, загинал във войната. На 14 октомври 1939 г. той е потопен в главната база на великобританския флот – Скапа Флоу с три торпеда от немската подводна лодка U-47. От 1944 г. до 1949 г. линкор HMS Royal Sovereign под названието „Архангелск“ временно се намира под наем в съветския ВМФ за сметка на получаването на бъдещи репарации от Италия.

## Представители
| Название                           | Корабостроителница | Залагане            | Спуск на вода      | Влизане в строй     | Съдба                                                                                          |
| ---------------------------------- | ------------------ | ------------------- | ------------------ | ------------------- | ---------------------------------------------------------------------------------------------- |
| „Роял Соверен“ HMS Royal Sovereign | Портсмът           | 15 януари 1914 г.   | 29 април 1915 г.   | 18 април 1916 г.    | предаден за скрап през 1949 г.                                                                 |
| „Ривендж“ HMS Revenge              | Викерс             | 22 декември 1913 г. | 29 май 1915 г.     | 1 февруари 1916 г.  | учебен кораб от 1944 г., предаден за скрап през 1948 г.                                        |
| „Роял Оук“ HMS Royal Oak           | Девънпорт          | 15 януари 1914 г.   | 17 ноември 1914 г. | 1 май 1916 г.       | потопен на 14 октомври 1939 г. в Скапа Флоу от подводната лодка U-47; обявен за братска могила |
| „Резолюшън“ HMS Resolution         | Палмерс            | 29 ноември 1913 г.  | 14 януари 1915 г.  | 30 декември 1916 г. | предаден за скрап през 1948 г.                                                                 |
| „Рамилиес“ HMS Ramillies           | Бердмор            | 12 ноември 1913 г.  | 12 юни 1916 г.     | 1 септември 1917 г. | предаден за скрап през 1948 г.                                                                 |